# Rhesala irregularis
Rhesala irregularis är en fjärilsart som beskrevs av Holloway 1979. Rhesala irregularis ingår i släktet Rhesala och familjen nattflyn. Inga underarter finns listade.